# Episodi di Manhattan (seconda stagione)
La seconda e ultima stagione della serie televisiva Manhattan, composta da 10 episodi, è stata trasmessa in prima visione negli Stati Uniti dal canale via cavo WGN America dal 13 ottobre al 15 dicembre 2015.
In Italia la stagione è andata in onda sul canale satellitare Sky Atlantic dal 23 febbraio al 22 marzo 2016.
| nº | Titolo originale                 | Titolo italiano                   | Prima TV USA     | Prima TV Italia  |
| -- | -------------------------------- | --------------------------------- | ---------------- | ---------------- |
| 1  | Damnatio Memoriae                | Damnatio memoriae                 | 13 ottobre 2015  | 23 febbraio 2016 |
| 2  | Fatherland                       | Patria                            | 20 ottobre 2015  | 23 febbraio 2016 |
| 3  | The Threshold                    | La soglia                         | 27 ottobre 2015  | 1º marzo 2016    |
| 4  | Overlord                         | Operazione Overlord               | 3 novembre 2015  | 1º marzo 2016    |
| 5  | The World of Tomorrow            | Il mondo di domani                | 10 novembre 2015 | 8 marzo 2016     |
| 6  | 33                               | 33                                | 17 novembre 2015 | 8 marzo 2016     |
| 7  | Behold the Lord High Executioner | A sua eccellenza il boia, gloria! | 24 novembre 2015 | 15 marzo 2016    |
| 8  | Human Error                      | Errore umano                      | 1º dicembre 2015 | 15 marzo 2016    |
| 9  | Brooklyn                         | Brooklyn                          | 8 dicembre 2015  | 22 marzo 2016    |
| 10 | Jupiter                          | Giove                             | 15 dicembre 2015 | 22 marzo 2016    |